# The Swingle Singers

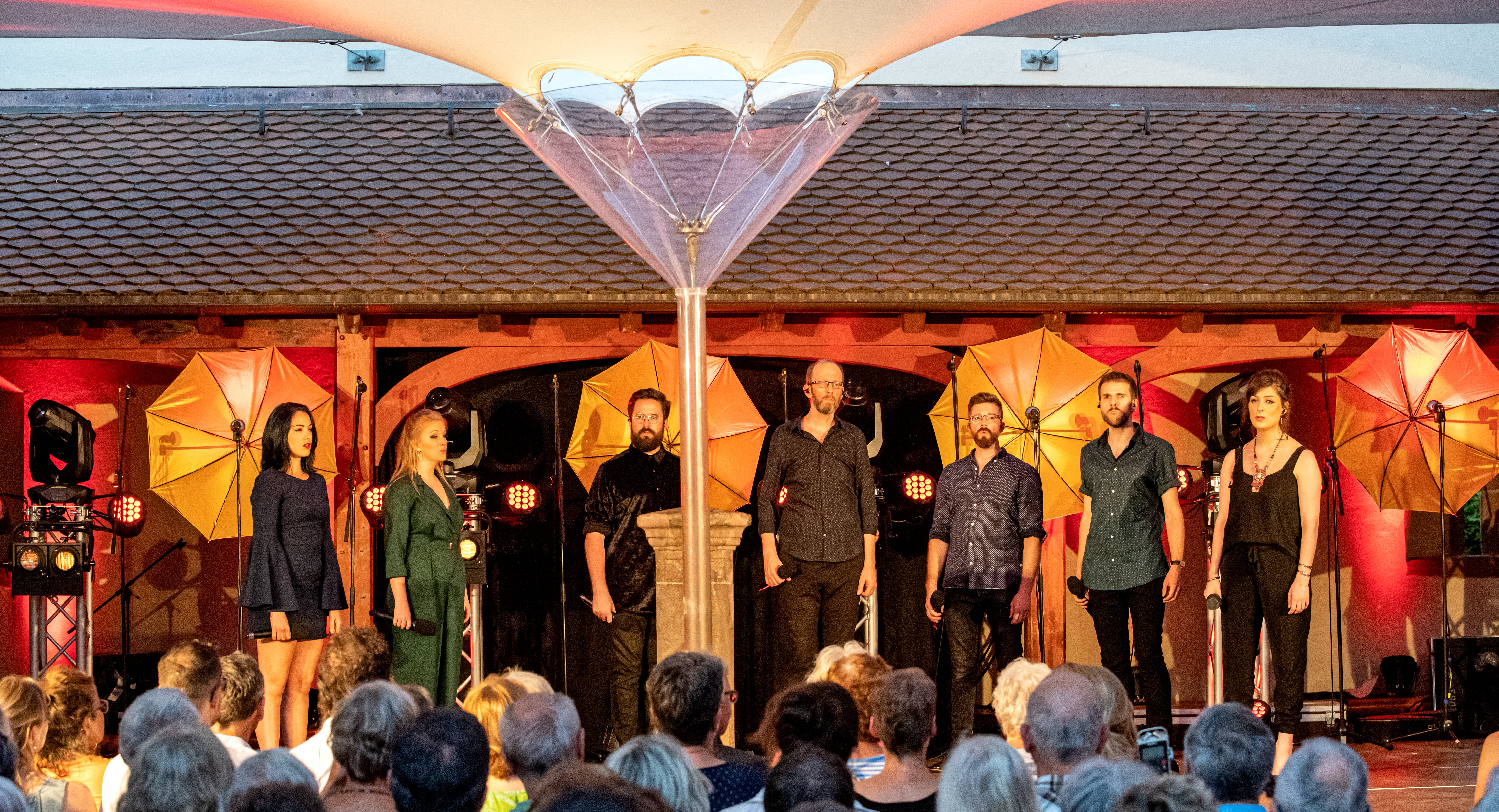
The Swingles al Black Forest Voices Festival di Kirchzarten (Germania) il 29 giugno 2019

Gli Swingle Singers (anche conosciuti come Les Swingle Singers nel primo periodo francese o The Swingle Singers e oggi anche come The Swingles) sono un gruppo musicale nato in Francia nel 1962 e attualmente con base a Londra. Il gruppo è specializzato nell'interpretazione a cappella di brani di vari generi musicali, spaziando dal repertorio classico ai più recenti riarrangiamenti di brani jazz, folk e pop.
Nei primi trentacinque anni di attività hanno organizzato tremila concerti (in Francia, Gran Bretagna, Stati Uniti, Paesi Bassi, Germania, Italia, Argentina, Giappone, Singapore, Taiwan, Portogallo) e prodotto circa quaranta album. I loro brani più noti al pubblico italiano sono le interpretazioni della Badinerie che risuonava intorno agli anni 2000-2005 su molte suonerie di cellulari e dell'Aria sulla quarta corda scelta per la sigla del programma televisivo Quark, poi Superquark entrambe di Johann Sebastian Bach. Brani degli Swingle sono presenti anche nella recente serie TV Glee.
Il gruppo ha cambiato spesso il proprio organico, pur mantenendo sempre la stessa configurazione: due soprani, due contralti, due tenori e due bassi fino al 2011, quando, con l'abbandono nel mese di settembre del contralto Lucy Bailey, è stato deciso di non sostituirla: si esibisce da allora come settetto vocale.

## Storia

### Il periodo francese (dal 1962 al 1973)
Il gruppo fu fondato nel 1962 dal cantante e arrangiatore jazz statunitense Ward Lamar Swingle e sette cantanti francesi che lavoravano a Parigi come voci di sottofondo. L'intenzione di Swingle non era di alimentare una rivalità con i gruppi americani che cantavano a cappella, ma di creare un genere musicale autonomo e originale, servendosi della tecnica scat che sostituiva a un testo intelligibile una serie di suoni onomatopeici che cercavano di imitare le voci degli strumenti musicali. L'assenza di versi e di costrizioni linguistiche, unito a una precisione ritmica e a una intonazione perfetta avrebbe reso il loro stile abbordabile da vari settori di pubblico, unendo la musica classica e il jazz in quello che molti anni più tardi si sarebbe definito crossover.
I loro primi esperimenti vocali si basavano su improvvisazioni jazz e su arrangiamenti del Clavicembalo ben temperato di Bach. Nel 1963 sottoscrissero un accordo con la Philips per la pubblicazione del loro primo long playing, Jazz Sébastien Bach, che riscosse negli Stati Uniti un successo maggiore che in Francia. Il gruppo, con i primi tre dischi, vinse i Grammy Awards come Best New Artist e migliore performance corale.
Nel 1967 alcuni loro brani vennero utilizzati come commento musicale in una serie di spot della rubrica pubblicitaria televisiva Carosello, pubblicizzando le fasce elastiche Gibaud della Villafranca.
Nel frattempo gli Swingle Singers cominciarono ad organizzare concerti: dopo il primo, ospitato alla Cité Universitaire di Parigi, vennero invitati alla Casa Bianca per un'esibizione al cospetto del presidente Lyndon Johnson.
Nel 1968 accolsero l'invito della New York Philharmonic Orchestra per la prima della Sinfonia di Luciano Berio alla Carnegie Hall di New York.
Nel 1972 tennero un concerto e la Sinfonia di Berio diretti da Aldo Ceccato al Teatro alla Scala di Milano.
Nel 1973 il gruppo decise di sciogliersi, per motivi sia personali sia professionali.

### Il periodo inglese (dal 1973 ad oggi)
Allo scioglimento del gruppo francese, Ward Swingle (uno dei due tenori) decise di fondare un gruppo analogo in Gran Bretagna, ove aveva traslocato. Dopo una serie di provini, scelse sette cantanti: il nuovo ottetto adottò come nome dapprima "Swingles II", per passare poi a "The New Swingle Singers" e "The Swingle's", ma infine tornò, con il consenso dei cantanti francesi, al nome tradizionale "The Swingle Singers", che si differenzia, quindi, dal nome originario soltanto per la presenza dell'articolo in inglese anziché in francese come nelle prime registrazioni ("Les Swingle Singers").
In un primo periodo il gruppo aveva incluso anche un bassista, un tastierista e un batterista, ma poi si decise di tornare alle esecuzioni a cappella, anche per ragioni di organizzazione, fermo restando le collaborazioni spesso presenti, sia "live" che in registrazioni, con orchestre, gruppi musicali, altri artisti.
Ovviamente, dagli inizi degli anni settanta ad oggi, il gruppo ha cambiato più volte la propria composizione: il più importante cambiamento si ebbe negli anni ottanta, quando il fondatore Ward Swingle cessò di partecipare attivamente come cantante e divenne consulente musicale ed arrangiatore.
Nel 1980 cantano al Teatro Regio di Torino in Opera di Berio e nel 1982 alla Scala ne La vera storia di Berio con Oslavio Di Credico e Milva.
Per la Scala nel 1990 sono l'Ottetto Vocale, gruppo madrigalistico nella prima rappresentazione assoluta al Teatro Lirico di Milano di Blimunda di Azio Corghi con Moni Ovadia diretti da Zoltán Peskó, nel 1996 in Outis di Berio alla Scala con Dominique Visse e Luca Canonici, nel 1999 tengono un recital e nel 2000 in Tat'jana di Corghi con Gianni Mantesi e tengono un recital.
Nel 1991 tengono un concerto al Ravenna Festival e nel 1997 cantano in Rinaldo & C. di Corghi nel Teatro Massimo Vincenzo Bellini di Catania con Valentina Valente, Carmela Remigio e Federica Bragaglia.
Ancora alla Scala tengono un recital nel 2008 e nel 2009.
Tra le più recenti attività del gruppo, si ricordano:
- una collaborazione con sei compositori per ricordare, nell'anno 2000, il 250º anniversario della morte di Bach. Tra gli artisti scelti, figurano Michael Nyman, Antony Pitts, Hugh Collins Rice, Thomas Jennefelt e Moritz Eggert;
- una produzione multimediale di Jaap Drupsteen sulla musica della Sinfonia di Luciano Berio, premiata con il premio SACEM per le produzioni musicali audiovisive;
- uno spettacolo a Verona con la compagnia di danza Momix.
- una serie di concerti (2013) per celebrare il 50º anniversario della fondazione del gruppo ("The Swingle Singers 50th Anniversary Concert").

## Formazione
Ferma restando la composizione come ottetto fino al 2011, i membri del gruppo si sono costantemente rinnovati nel corso del tempo, tanto da rendere molto difficile una cronologia delle varie formazioni, per la quale non ci si può che basare su quanto riportato nei vari album.

### Formazione al 2024
Secondo il loro sito, la formazione nel giugno 2024 era:
- Mallika Bhagwat (soprano, India)
- Joanna Goldsmith-Eteson (soprano, Regno Unito)
- Katelyn Dietz (Stati Uniti)
- Oliver Griffiths (tenore, Regno Unito)
- Jon Smith (tenore, Stati Uniti)
- Jamie Wright (baritono e percussionista vocale, Regno Unito
- Tom Hartley (basso, Regno Unito)

### Membri del passato
- Ward Swingle: fondatore e arrangiatore
- Josè Germain: basso
- Jean Cussac: basso
- Joseph Noves: tenore
- Hélene Devos: contralto
- Claudine Meunier: contralto
- Nicole Darde: soprano
- Christiane Legrand: soprano
- Richard Eteson: tenore
- Jeremy Sadler: basso
- Tobias Hug: basso e beatboxer
- Lucy Bailey: contralto
- Christopher Jay "C.J." Neale: tenore
- Clare Wheeler: contralto
- Sara Brimer Davey: soprano
- Linda Hirst: mezzosoprano
- Kevin Fox: basso e beatboxer

## Premi e riconoscimenti
- 1964: Grammy Award al miglior artista esordiente e Grammy Award for Best Performance by a Chorus per Jazz Sebastian Bach.
- 1965: Grammy Award for Best Performance by a Chorus per Going Baroque.
- 1966: Grammy Award for Best Performance by a Chorus per Swingin Mozart.
- 1970: Grammy Award for Best Choral Performance per Sinfonia: Luciano Berio conducting The New York Philharmonic and Swingle Singers.